# Chemiosmosi

All'interno del mitocondrio, la catena di trasporto degli elettroni genera ioni H^{+} nello spazio intermembrana causando la formazione di un gradiente elettrochimico che, attraverso il passaggio dei protoni nel canale costituito dall'ATP sintasi, consente la formazione di ATP aggiungendo un gruppo fosfato all'ADP.

La chemiosmosi (o accoppiamento chemio-osmotico) è un processo biochimico che permette di utilizzare il gradiente elettrochimico di ioni H+ per compiere lavoro cellulare che può essere usato per la sintesi di ATP. Rappresenta lo stadio finale della fosforilazione ossidativa e negli eucarioti questo processo avviene a livello della membrana dei mitocondri, mentre nei procarioti avviene a livello della membrana cellulare. 

## Teoria chemiosmotica
La teoria chemiosmotica è una teoria scientifica pubblicata da Peter Mitchell nel 1961, ricevendo per questo lavoro un premio Nobel per la chimica nel 1978. Negli anni sessanta, era risaputo che l'ATP fosse la riserva di energia delle creature viventi, ma si riteneva che il meccanismo con cui l'ATP venisse creato nei mitocondri fosse solamente la fosforilazione a livello di substrato. La teoria chemiosmotica di Mitchell fu la base per la comprensione completa dei processi alla base della fosforilazione ossidativa, che erano a quel tempo sconosciuti. Mitchell si rese conto che il movimento di ioni attraverso il potenziale elettrochimico di membrana potesse fornire l'energia necessaria per la produzione di ATP. La sua ipotesi derivava da informazioni già conosciute negli anni '60: era noto che le cellule viventi avevano un potenziale di membrana negativo rispetto all'ambiente circostante. Il movimento degli ioni è condizionato anche da forze termodinamiche, ovvero la loro tendenza a diffondere spontaneamente da regioni a più alta concentrazione verso regioni a più bassa concentrazione. Provò quindi che la sintesi dell'ATP era combinata a questo gradiente elettrochimico.

## Il processo chemiosmotico
Gli elettroni, che grazie alla glicolisi, alla PDH, alla beta-ossidazione degli acidi grassi e al ciclo di Krebs, sono stati caricati nei trasportatori di elettroni NADH e FADH2, vengono ceduti alla catena di trasporto degli elettroni (costituita da quattro complessi proteici situati nella membrana interna del mitocondrio). Il passaggio degli elettroni comporta la liberazione di energia che viene immagazzinata in un massimo di 32 molecole di adenosina trifosfato (ATP), formate tramite legame del fosfato inorganico con l'adenosina difosfato (ADP). Il collegamento tra le reazioni di trasporto della catena di elettroni e la reazione di sintesi dell'ATP è stato spiegato dal biochimico inglese Peter Mitchell: mentre gli elettroni "scendono" lungo la catena di trasporto, gli ioni H+ presenti nella matrice vengono trasportati attivamente nello spazio intermembrana. Si genera così una differenza di concentrazione degli H+ sui due versanti della membrana interna mitocondriale. A causa di questo gradiente di concentrazione, gli ioni H+ tendono a rientrare per diffusione. Dato che la membrana è impermeabile, per attraversarla essi hanno bisogno di una proteina di trasporto: l'ATP sintasi, un complesso enzimatico che catalizza la sintesi dell'ATP a partire da ADP e fosfato. In tal modo il rientro degli ioni fornisce alla reazione di sintesi dell'ATP l'energia necessaria.
Si stima che siano necessari quattro protoni per creare una molecola di ATP. Da una molecola di NADH si producono 2,5 molecole di ATP, poiché nel loro passaggio nella catena di trasporto inducono la traslazione di dieci protoni che creano due molecole di ATP più altri due protoni in eccesso. Da una molecola di FADH2 si creano circa 1,5 molecole di ATP.
Grazie alla chemiosmosi, la cellula abbina le reazioni esoergoniche della catena di trasporto di elettroni alla sintesi endoergonica di ATP.